# Muelas del Pan
Muelas del Pan település Spanyolországban,  Zamora tartományban. Muelas del Pan Zamora, Almaraz de Duero, Villaseco del Pan, Villalcampo, Pino del Oro, Fonfría, Videmala és San Pedro de la Nave-Almendra községekkel határos. Lakosainak száma 616 fő (2024).

## Népesség
A település népessége az utóbbi években az alábbiak szerint változott:
| Lakosok száma | 884  | 844  | 796  | 796  | 747  | 708  | 665  | 634  | 588  | 616  |
|               | 2001 | 2004 | 2007 | 2009 | 2012 | 2014 | 2017 | 2019 | 2022 | 2024 |